# Laksa
Laksa là món ăn dạng sợi có nguồn gốc xuất xứ từ những người Peranakan là những người Hoa định cư dọc eo biển Malacca. Món ăn này trở nên phổ biến và nổi tiếng hơn gắn liền với các đất nước Malaysia, Singapore và Indonesia.

## Từ nguyên và lịch sử
Tên gọi món bún này xuất phát từ tiếng Phúc Kiến luak sua, Hán Việt dịch là "lặc sa" và hiểu theo nghĩa đen có nghĩa là "cát cay", dùng để chỉ hương vị và kết cấu của tôm khô xay. Mặt khác, một số nhà từ nguyên học tin rằng laksa bắt nguồn từ một từ Ba Tư cổ có nghĩa là "mì".
Có nhiều lý thuyết khác nhau về nguồn gốc của laksa. Một giả thuyết đã kết nối laksa với các cuộc thám hiểm hải quân Trung Quốc thế kỷ 15 do Trịnh Hoà lãnh đạo, người có quân đội điều hướng hàng hải Đông Nam Á. Những người Hoa kiều ở nước ngoài đã định cư ở nhiều vùng khác nhau của hàng hải Đông Nam Á, rất lâu trước khi đoàn thám hiểm Trịnh Hòa. Tuy nhiên, sau đó, số lượng người di cư và thương nhân Trung Quốc đã tăng lên đáng kể. Những người đàn ông Trung Quốc này đã kết hợp với dân cư địa phương, và họ cùng nhau thành lập các cộng đồng chủng tộc hỗn hợp được gọi là Peranakans hoặc Eo biển Trung Quốc.
Ở Malaysia, món ăn được cho là do người nhập cư Trung Quốc ở Malacca giới thiệu. Ở Singapore, món ăn (hoặc phiên bản "Katong" địa phương của nó) được cho là đã được tạo ra sau khi tương tác giữa người Peranakans với người Singapore địa phương.
Ở Indonesia, món ăn được cho là được sinh ra từ các khu định cư ven biển của Trung Quốc và sự pha trộn văn hóa giữa các thương nhân Trung Quốc và tập quán nấu ăn địa phương. Các nhà sử học tin rằng laksa là một món ăn được sinh ra từ sự giao thoa thực tế. Trong pecinan ven biển sớm (định cư Trung Quốc) ở Đông Nam Á, chỉ có đàn ông Trung Quốc mạo hiểm ra nước ngoài từ Trung Quốc để buôn bán. Khi định cư ở thị trấn mới, những thương nhân và thủy thủ Trung Quốc này đã tìm đến những người vợ địa phương, và những người phụ nữ này bắt đầu kết hợp các loại gia vị và nước cốt dừa vào món phở Trung Quốc phục vụ cho chồng của họ. Điều này tạo ra văn hóa lai Trung Quốc-địa phương (Malay hoặc Java) được gọi là văn hóa Peranakan. Vì các cộng đồng Trung Quốc Peranakan đã pha trộn văn hóa của tổ tiên của họ với văn hóa địa phương, các cộng đồng Peranakan ở những nơi khác nhau hiện thể hiện sự đa dạng theo hương vị địa phương.

## Sự nổi tiếng
Công thức nấu ăn khác nhau của bún laksa đã trở nên phổ biến ở Malaysia, Singapore và Indonesia; và sau đó được công nhận quốc tế. Ban đầu vào tháng 7 năm 2011, CNN Travel đã xếp hạng Penang Asam Laksa đứng thứ 7 trong số 50 món ăn ngon nhất thế giới. Tuy nhiên, thứ hạng của nó đã giảm xuống vị trí thứ 26 sau khi CNN tổ chức cuộc thăm dò trực tuyến bởi 35.000 người, được công bố vào tháng 9 năm 2011 Mặt khác, Curry Laksa, Singapore được xếp ở vị trí thứ 44.
Ở Indonesia, laksa là một trong những thực phẩm thoải mái truyền thống; phở ấm cay được đánh giá cao trong những ngày mưa lạnh. Tuy nhiên, sự phổ biến của nó có phần bị lu mờ bởi soto, một món súp ấm áp tương tự, thường được dùng với cơm thay vì mì. Trong các hộ gia đình hiện đại, thông thường là trộn và kết hợp các công thức nấu ăn của laksas; nếu mì laksa truyền thống không có sẵn, mì udon Nhật Bản có thể được sử dụng thay thế.

## Thành phần
Laksa là một món bún nước, thành phần chính của món ăn này bao gồm: bún kiểu loại sợi to như sợi bún bò huế, chả cá, đậu phụ, giá đỗ, trứng, thịt gà, tôm, sò huyết... và nước dùng. Dựa vào đặc điểm của nước dùng chan bún mà laksa được chia làm ba loại chính, đó là: 
- Curry laksa: Đặc trưng bởi phần nước dùng của curry laksa thơm ngọt và béo ngậy bởi vị nước cốt dừa nấu cari và nó có vị béo ngậy, đậm đà.
- Asam laksa: Có vị chua chua cay cay của nước dùng nấu từ cá và dành cho những người yêu thích sự thanh mát trong ẩm thực. Nó có vị chua dịu là từ nguyên liệu chính assam (me chua)
- Sarawak laksa: Có sự pha trộn nước cốt dừa với nước dùng nấu từ cá và hoàn toàn không sử dụng bột cà ri trong quá trình chế biến.

Ngoài giá đỗ cắt khúc và rau răm thái nhỏ phơi khô thì hầu như, không có loại rau nào được sử dụng trong món laksa này. Dù là bún nhưng theo cách ăn truyền thống thì người ta chỉ dùng thìa để xúc chứ không dùng đũa, khi ăn thì thường có dưa leo xắt sợi rắc bên trên và dùng kèm với sa tế tôm cay.